# Karanténa

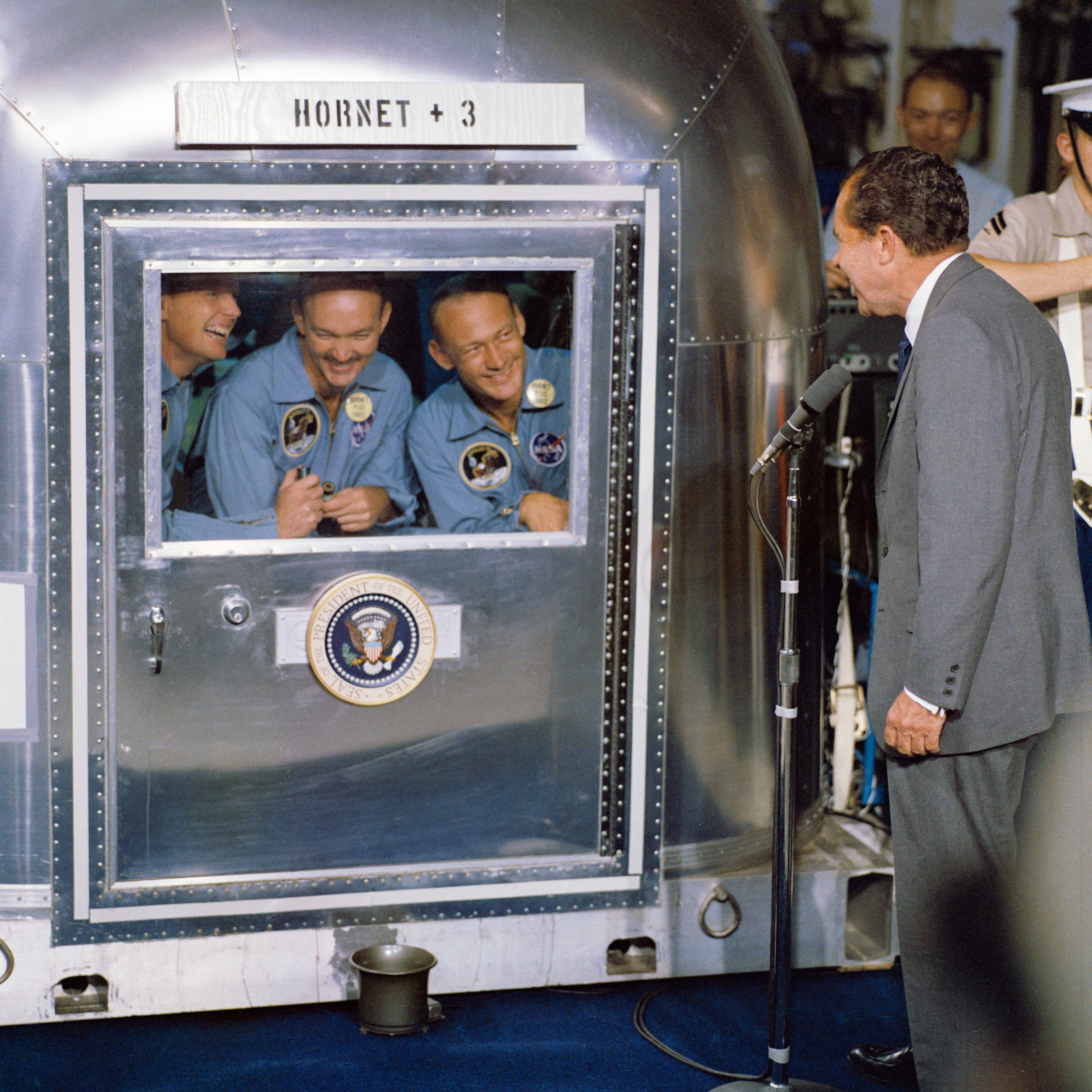
Posádka Apolla 11 v karanténě po návratu na Zemi při návštěvě prezidenta Richarda Nixona.

Karanténa je držení osob nebo zvířat na izolovaném místě za účelem pozorování, zda se u nich projeví příznaky nějakého infekčního onemocnění. Je užívána na lidech nebo nákladech, které přicházejí z regionů ohrožených epidemií.

## Původ slova
Slovo karanténa pochází etymologicky z italského slova quaranta (čtyřicet); označení období 40 dnů, po kterou byla na lodích izolována posádka (zdraví i nemocní) bez možnosti vrátit se ke břehu. Původně trvala třicet dní (trentino), ale pak došlo k rozšíření na čtyřicet (quarantino). Tuto proceduru aplikoval od 70. let 14. století Dubrovník, který se tak bránil proti moru. Stejný postup začaly o něco později využívat i Benátky, Janov, Pisa nebo Marseille.
Francouzský výraz quarantaine zachovává i původní význam (asi čtyřicet, okolo čtyřiceti). Totéž platí o italském quarantena/quarantina. V mnoha jazycích je výslovnost podobná jako v češtině, jen s odchylkami v pravopisu; původ slova v nerománských jazycích nebývá, stejně jako v češtině, na první pohled zjevný.

## Příklady rozsáhlé karantény
Nejrozšířenější je izolace osob v místě, kde nemoc již propukla, znemožnění osobám cestovat a šířit tak nemoc. Taková karanténa byla uplatněna například v roce 2005 ve městě Etoumbi v Kongu. Dalším příkladem je povinná čtrnáctidenní karanténa v České republice v roce 2020, v období pandemie covidu-19. Původně se toto opatření týkalo pouze občanů České republiky, vracejících se z Itálie. Po neustálém přírůstku nakažených se vláda ČR rozhodla karanténu rozšířit i na občany vracející se z tzv. rizikových oblastí (Číny, Jižní Koreji, Íránu, Španělska, Rakouska, Německa, Švýcarska, Švédska, Nizozemí, Belgie, Velké Británie, Norska, Dánska a Francie). Když i po tomto opatření počet nakažených nadále rostl, nařídila vláda povinnou karanténu všem občanům ČR vracejícím se odkudkoliv ze zahraničí bez výjimky.  

## Karanténa v umění
Známý je rámcový příběh Dekameronu renesančního spisovatele Giovanniho Boccaccia. Za moru ve Florencii roku 1348 opustí tři mladé ženy a sedm mladých mužů město a během pobytu na venkově si krátí čas vypravováním příběhů. Po čtrnácti dnech se skupina vrací do Florencie. Sám Boccaccio začal psát Dekameron též v roce 1348, když opustil Florencii před morem, který popisuje v první kapitole („Počíná se první den Dekameronu“).

## Česká republika
Izolaci a karanténu definuje zákon o ochraně veřejného zdraví:
IzolaceIzolace je oddělení fyzické osoby, která onemocněla infekční nemocí nebo jeví příznaky tohoto onemocnění, od ostatních fyzických osob. Podmínky izolace musí s ohledem na charakter přenosu infekce zabránit jejímu přenosu na jiné fyzické osoby, které by mohly infekční onemocnění dále šířit.
KaranténaKaranténa je oddělení zdravé fyzické osoby podezřelé z nákazy od ostatních fyzických osob a lékařské vyšetřování takové fyzické osoby s cílem zabránit přenosu infekčního onemocnění v období, kdy by se toto onemocnění mohlo šířit.
Karanténními opatřeními jsou:
a) karanténa,
b) lékařský dohled, při kterém je fyzická osoba podezřelá z nákazy povinna v termínech stanovených prozatímním opatřením poskytovatele zdravotních služeb nebo rozhodnutím příslušného orgánu ochrany veřejného zdraví docházet k lékaři na vyšetření nebo se vyšetření podrobit a
c) zvýšený zdravotnický dozor, jímž je lékařský dohled nad fyzickou osobou podezřelou z nákazy.